# Municipio de Ansel
El municipio de Ansel (en inglés: Ansel Township) es un municipio ubicado en el condado de Cass en el estado estadounidense de Minnesota. En el año 2010 tenía una población de 97 habitantes y una densidad poblacional de 1,05 personas por km².

## Geografía
El municipio de Ansel se encuentra ubicado en las coordenadas 46°40′8″N 94°43′1″O / 46.66889, -94.71694. Según la Oficina del Censo de los Estados Unidos, el municipio tiene una superficie total de 92.55 km², de la cual 91,69 km² corresponden a tierra firme y (0,93 %) 0,86 km² es agua.

## Demografía
Según el censo de 2010, había 97 personas residiendo en el municipio de Ansel. La densidad de población era de 1,05 hab./km². De los 97 habitantes, el municipio de Ansel estaba compuesto por el 97,94 % blancos y el 2,06 % eran de una mezcla de razas. Del total de la población el 0 % eran hispanos o latinos de cualquier raza.